# Obrazi (Jenko)
Obrazi je cikel pesmi avtorja Simona Jenka v književni obliki obraza. 
Cikel združuje 21 pesmi in je morda avtorjevo najpomembnejše lirsko delo. Pesmi govorijo o naravi in življenju nasploh. Cikel je nastajal več let, prvič pa so bile pod tem naslovom pesmi objavljene leta 1858. Uvodni obraz je brez označene številke (Vstala je narava), vse druge pesmi so oštevilčene. Sprva je v obraze vključil tudi domovinske pesmi, a jih je kasneje izključil.

## Idejne usmeritve in skupine pesmi
V ciklu lahko opazimo več idejnih teženj. V uvodnem obrazu najdemo programski pomen. Pove, da so pesmi podobe ali slike, ki so več kot le stvarna podoba zunanjega predmeta, sveta. Predmet je neodvisen od avtorja, ki je ustvaril podobo. Ustvarjalec slika predmet, kot ga vidi od zunaj, ne da bi vsiljeval subjektivni komentar. Program Obrazov je realističen.
V ciklu Obrazi lahko najdemo 4 skupine pesmi:
- romantične, ljubezenske pesmi - zanje je značilno, da je narava personificirana in je subjekt z njo v soglasju (obraz O večerni uri)
- romantične pesmi, v katerih odseva človekova subjektivnost (obraz Med borovjem temnim)
- deziluzije ali razočaranja - premik v realizem, neskladje med človeško subjektivnostjo in stvarnostjo zunanjega sveta; narava človeka sploh ne opazi; stvarnost je močnejša, človek je šibek (obrazi Zelen mah obrašča, Mlade hčere truplo, Ko je sonce vstalo)
- realistični obrazi - svet je sprejet kot stvarno dejstvo (obraz Zida drobna mravlja)

## Oblika
Oblika Obrazov je preprosta in enotna. Vsak obraz je sestavljen iz treh kitic, ki imajo enako verzno obliko, to je šestzložni krakovjak - verz poljske ljudske pesmi.